# Germania Ludwigshafen
Der SC Germania Ludwigshafen war ein deutscher Sportverein aus Ludwigshafen. Er wurde am 24. Juni 1904 gegründet und existierte bis 1938, als der Verein mit dem MTV 1882 Ludwigshafen und der Ludwigshafener FG 03 zu TuRa Ludwigshafen fusionierte.

## Geschichte
Der Verein entstand aus dem Fußballverein Alemannia Ludwigshafen. Nachdem 1906 Spieler aus den Vereinen Palatia Ludwigshafen, Union Ludwigshafen und Viktoria Ludwigshafen zu Germania Ludwigshafen über getreten sind, wuchs die Spielstärke des Vereins an, so dass zur Spielzeit 1908/09 der Aufstieg in die A-Klasse Westkreis, eine von damals zahlreichen ersten Fußballligen Deutschlands, gelang. Nachdem in den kommenden beiden Spielzeiten nur der letzte Platz erreicht wurde, es aber keine Absteiger in diesen Spielzeiten gab, musste der Verein dann nach der Spielzeit 1911/12 absteigen. Nach dem Ersten Weltkrieg gelang dem Verein nochmals, in die nun Kreisliga Pfalz genannte Liga aufzusteigen, nachdem nach der Spielzeit 1921/22 die Liga von zwei Staffeln auf eine verkleinert wurde, musste Germania erneut absteigen. 
Ein Wiederaufstieg gelang nicht mehr, so dass der Verein nicht für die 1933 eingeführte, oberste Gauliga Südwest berücksichtigt wurde und fortan weiter unterklassig spielte. 1934/35 gewann Germania Ludwigshafen die Bezirksklasse und qualifizierte sich somit für die Aufstiegsrunde zur Gauliga 1935/36, bei der Ludwigshafen jedoch letzter von sechs Teilnehmern wurde und somit den Aufstieg verpasste. Auch in der kommenden Spielzeit gewann Germania erneut die Bezirksklasse. Diesmal scheiterte der Verein nur knapp in der Aufstiegsrunde zur Gauliga Südwest 1936/37, einzig der SV Wiesbaden und die Sportfreunde 05 Saarbrücken waren besser platziert und stiegen auf. Auf Betreiben der Ludwigshafener FG 03 gab es Überlegungen zur Bildung eines Ludwigshafener Großvereines im Norden der Stadt, bestehend aus Germania, der Ludwigshafener FG und dem MTV 1882 Ludwigshafen. Bei einer Besprechung am 8. Januar 1938 wurde seitens aller drei Vereine der Fusion zugestimmt. Die Gründungsveranstaltung des neu entstandenen Vereins mit Namen TuRa Ludwigshafen wurde am 20. Mai 1938 abgehalten.